# すすむ屋茶店
すすむ屋茶店（すすむやちゃてん）は、鹿児島県鹿児島市に本店を構える日本茶専門店である。
主に鹿児島茶・知覧茶を扱っている。株式会社すすむ商店が運営。

## 概要
製茶問屋・新原製茶の4代目である新原光太郎が、2012年に創業。「さえみどり」「あさつゆ」「ゆたかみどり」といった鹿児島の品種茶（シングルオリジン）を扱っている。茶葉の個性を尊重した、仕分け・焙煎方法を提案している。

## 沿革
- 2012年 鹿児島市上之園町に本店をオープン。
- 2015年 手工業デザイナー・大治将典（oji&design）を迎え、茶具ブランド「すすむ屋茶具」をローンチ[3][4]。
- 2016年「すすむ屋茶店 東京自由が丘」をオープン[1]。
- 2019年 スポーツブランド・デサントの旗艦店内に「すすむ屋茶店 DESCENTE TOKYO 渋谷明治通り」をオープン（2021年6月閉店）[5][6]。
- 2022年4月 鹿児島・センテラス天文館内に、体験型・日本茶専門店「すすむ屋茶店L」をオープン[7]。
- 2023年「日本茶ティーバッグ」（デザインはPAPIER LABO.）が、アジア限定のパッケージデザインアワード「TOP AWARDS ASIA 2023」を受賞[8]。4月、ティーウェアブランド「racu」をローンチ。
- 2024年11月11日、創業12周年を記念して、プレミアムエディション「ピースフルシリーズ」を発売[9]。
- 2025年4月3日よりディーン・アンド・デルーカにて販売される、シーズナルドリンク「ココナッツ抹茶ライチ」「抹茶マンゴーラテ」「抹茶ラテ」に、すすむ屋茶店の「鹿児島抹茶 cafegrade」が採用された[10]。

## ティーウェアブランド「racu」
コンセプトは「日本茶をもっと楽に楽しめる道具」。「日本茶は、もっと楽に。純粋に楽しめばいい」という想いを込めて、ブランド名を「racu（ラク）」と名付けた。デザインは柴田文江が手がけている。トライタン樹脂製の急須、陶磁器製の湯呑みとキャニスターを展開している。